# The Nico Van Gendt Project
The Nico Van Gendt Project is een Vlaamse rockband uit Sint-Niklaas.
The Nico Van Gendt Project begon in 2006 als een eindwerk aan de Antwerpse jazzstudio. De groep van drummer Nico Van Gendt speelt een combinatie van jazz, funk, rock en wereldmuziek. De meeste teksten zijn in het Spaans door de voorliefde van de zangeres voor die taal. De nummers worden gecomponeerd door Nico Van Gendt.
Begin 2008 verscheen hun cd Bumpin'. Van 1 tot 9 augustus 2008 werd de groep uitgenodigd op te treden op het Belgisch paviljoen van Expo 2008, de wereldtentoonstelling in Zaragoza. Nadien volgde dat jaar ook een optreden op Mano Mundo en Crammerock.

## Bezetting
- Kimberly Dhondt - zang
- Thomas Spiessens - gitaar
- Jan Caluwe - gitaar
- Steph Van Uytvanck - toetsen
- Roel Vekeman - basgitaar
- Jan Eeckman - synthesizer/percussie (tot april 2008)
- Nico Van Gendt - drums
- Koen Heirman - geluidstechnicus

## Discografie
- Bumpin' (2008)